# Syndipnus conformis
Syndipnus conformis är en stekelart som först beskrevs av Holmgren 1857.  Syndipnus conformis ingår i släktet Syndipnus och familjen brokparasitsteklar. Arten är reproducerande i Sverige. Utöver nominatformen finns också underarten S. c. alpicola.